# Albert de Jerusalem
Alberto Avogadro o Albert de Jerusalem o de Vercelli (Castro di Gualteri, prop de Parma, 1149 - Sant Joan d'Acre, Palestina, 14 de setembre de 1214) va ser un religiós italià, patriarca de Jerusalem, que es pot considerar cofundador de l'Orde de la Mare de Déu del Carmel. Beatificat, també és venerat com a sant en el si de l'orde carmelita.

## Vida
No se sap ben bé on va néixer: el Castrum Gualteri pot ser Gualteri, a la diòcesi de Guastalla, o Gualtirolo, a Reggio-Emília. Albert va néixer, sembla, en el si d'una família noble, els Avogadro, comtes de Sabbionetta. Va rebre una bona educació en Arts i Lleis, però va decidir de seguir la carrera eclesiàstica. Va ingressar als canonges regulars de la Santa Creu de Mortara.
Cap al 1180 va ser triat prior dels canonges i en 1184, bisbe de Bobbio. L'any següent va ser nomenat arquebisbe de Vercelli del 1185 al 1205, essent llavors mitjancer entre les ciutats de Pavia i Milà, que el 1194 estaven en guerra, i entre Parma i Piacenza en 1199. També va intermediar en els conflictes entre Climent III i Frederic Barbarroja. Va excel·lir en dret i legislació eclesiàstica i va redactar els estatuts dels canonges de Biella i la regla dels Humiliats, moviment religiós del moment. També va reformar el govern de la diòcesi de Vercelli.

### Patriarcat de Jerusalem
En 1204 va ser nomenat patriarca de Jerusalem per Innocenci III, com a llegat seu. Un cop a Palestina, residí a Sant Joan d'Acre, capital del regne després de la conquesta musulmana de Jerusalem. Va treballar activament per la convivència entre els diferents corrents cristians a la regió, i la d'aquests amb els musulmans. A més, desenvolupà una intensa tasca diplomàtica i política en els regnes i principats llatins de Terra Santa i els regnes veïns d'Armènia i Xipre.
El 14 de setembre de 1214, Albert va ser assassinat per un altre religiós, el gran mestre de l'Hospital del Sant Esperit, a qui havia destituït del càrrec per mala conducta.
Ha estat beatificat per l'Església catòlica; la seva festivitat és el 25 de setembre. A l'orde carmelità és considerat com a sant.

### Regla carmelita
Els eremites del Mont Carmel, presidits per Sant Brocard, van demanar-li d'escriure una regla per a ells. Va fer-ho entre 1208 i 1209, codificant la tradició eremítico-monàstica del Carmel. Amb poques normes de disciplina, orienta l'esperit envers la pregària i la meditació i aconsella el silenci i el recolliment per al contacte amb Déu. Aquest fet fa que se'l consideri cofundador de l'orde carmelità i que, en aquest orde, se li consideri com a sant, tot i no haver estat mai canonitzat.